# Aedes bahamensis
Aedes bahamensis är en tvåvingeart som beskrevs av Berlin 1969. Aedes bahamensis ingår i släktet Aedes och familjen stickmyggor. Inga underarter finns listade i Catalogue of Life.